# コンテナフォーマット
コンテナフォーマット（英: container format）とは、デジタル分野において複数の個別データを単一ファイル（コンテナ）へ格納する規格（フォーマット）である。
データの入れ場所（保管場所）の「ファイル」と、規格を意味する「フォーマット」で「データ格納規格」を意味するファイルフォーマットがデジタルデータの一般的呼び名であるのに対し、そのファイルフォーマットの一部である「動画の入れ物」として映像と音声を収納する規格として用いられたのが「コンテナフォーマット」という名称である。収納できるデジタルデータは、デジタル技術の進歩に合わせて、動画と共に使われる様々なフォーマットのデータが複数収納できるように拡張されてきた。規格をまとめた組織毎にさまざまな規格がある。
コンテナファイルは、さまざまな種類のデータを識別したりまとめたりすることができる。単純なコンテナフォーマットは、異なる種類の音声ファイル形式データを複数含むことができる。先進的なコンテナフォーマットは、さまざまなストリーミングを再生し直すのに必要な同期情報とともに、音声・動画・副題・章（チャプター）・字幕・メタデータ（タグ）などに対応する。

## 代表的なコンテナ

### 音声コンテナ
代表的な音声専用のコンテナフォーマット。
WAVRIFFファイルフォーマットを拡張したもの。Microsoft Windows上で広く使われている。また、多くのPCMレコーダーもWAV形式に対応している。リニアPCMのコンテナとしてよく使われる。
AIFFAIFFファイルフォーマット、研究開発等の経緯からMac OS上で広く使われているが、今日ではPSP（PlayStation Potable）等の各種ハード・機種にも対応している。
Sunオーディオファイル拡張子はauやsnd。UNIX・Linuxなどで使われている。
Core Audioフォーマット拡張子はCAF。オーディオコンポーネントCore Audio用のコンテナ形式。macOSや、iPhone・iPad・Apple Watch・Apple TV・HomePodで使われている。

### マルチメディアコンテナ
ほかの柔軟なコンテナは他メディアと同じように、多くの種類の音声や動画を含むことができる。
代表的なマルチメディアコンテナフォーマットは次の通り。
Audio Video Interleave (AVI)以前Windows用の標準だったコンテナ、やはりRIFFをもとにしている。なお、近年のものでは一部DivXやXvidといったMPEG-4準拠のコーデックを必要とするものなども存在する。
QuickTime file format (MOV)QuickTimeの標準コンテナ。AppleのMac OSを中心に使われているが、Windows版もある。
MPEG-2システムMPEG-2系フォーマットの一種。現在、以下の2フォーマットが存在。
　1.MPEG-2 TS世界各国のデジタル放送規格の多くで採用されているコンテナ。
　2.MPEG-2 PSDVD（DVD-Video、DVD-VR）などで採用されているコンテナ。
MP4主にMPEG-4関連の動画・音声の記録に用いられている標準コンテナ。QuickTime file format(MOV)がベースとなっている。QuickTime PlayerやWindows Media Playerなどで再生可能。
OggXiph.Org Foundationのコーデック（Vorbis、Theoraなど）用の標準コンテナ。
Ogg Media (OGM)Oggを独自に拡張したコンテナ。
Advanced Systems Format (ASF)MicrosoftのWMAやWMV用の標準コンテナ。早くからストリーミング配信用（Windows向け）の主要フォーマットとして広く使われていた。
RealMediaRealVideoやRealAudio用の標準コンテナ。
Matroskaオープンなフォーマット。DivX7やWebMで採用されている。
Material Exchange Format (MXF)主に、放送局、プロダクションなどプロ用途で使われているコンテナ。
3GPPNTTドコモやソフトバンクモバイルなど主にW-CDMA方式の携帯電話で使われていた。MP4ファイルフォーマットをベースにしている。
3GPP2auなどCDMA2000方式の携帯電話で使われていた。こちらもMP4ファイルフォーマットをベースにしており、当初からストリーミングでの利用を考慮した形式になっている。
Flash Video (FLV)Adobe Flashで使われていた。FLVではコーデックとしてH.263やVP6、H.264などが使われている。
DivX Media Format (DivX, DMF)AVI形式を一部拡張したコンテナ。DivXコーデック専用。
これ以外にも数々のコンテナフォーマットがある。NUT, MPEG, ratDVD, SVI, VOB 等。

### 画像コンテナ
代表的な画像（静止画）専用のコンテナフォーマット。
Tagged Image File Format (TIFF)静止画とそのメタデータを格納するラッパー (wrapper) ファイルフォーマット。非圧縮だけでなくLZWやPackBits、JPEGなど様々な圧縮方式に対応している。
JPEG XR (HD Photo, Windows Media Photo)静止画や生データとそのメタデータを格納するラッパー (wrapper) ファイルフォーマット。ファイル構造はTIFFと似たような形を取る。
Flexible Image Transport System静止画や生データとそのメタデータを格納するラッパーファイルフォーマット。
WebPコンテナとしてRIFFを採用したファイルフォーマット。

## コンテナの選択
さまざまなファイルフォーマットは、主に5つの部分で違いがある。
1. 人気: コンテナがどれだけ広く対応されているか
2. オーバーヘッド: 同じ内容をもつ2つの異なるファイルでの、ファイルサイズの違い。2時間映画の場合、AVIではMatroskaのときよりも3MB以上大きくなることがある。
3. 先進的なコーデックの機能に対応しているか。AVIのような古いフォーマットでは、Bフレーム、VBRオーディオ、VFR のような新しいコーデック機能に対応していない。「ハックする」ことで対応機能を追加できるかもしれないが、互換性の問題が生じる。
4. 章・副題・メタタグ・ユーザーデータなどといった先進の内容へ対応しているか。
5. ストリーミングメディアに対応しているか